# Monica Anghel
Pour les articles homonymes, voir Anghel.
Monica Anghel (née le 1er juin 1971 à Bucarest) est une chanteuse, animatrice de radio et actrice roumaine.

## Biographie
Sa mère est créatrice de mode, son père est sculpteur.
Monica Anghel est élève de la Popular School of Art et étudie le chant d'opéra aux États-Unis et est diplômée en dramaturgie de l'université de Bucarest.
Elle commence sa carrière à 14 ans lorsqu'elle remporte le prix de la Jeunesse au Festival de Musique de Bucarest 1986.
Elle participe à la qualification nationale au Concours Eurovision de la chanson 1993 avec la chanson Dintr-un vis. L'année suivante, elle participe à nouveau à la sélection, cette fois avec deux chansons : Da-mi o stea din cerul tau et Dau viata mea pentru-o iubire, qui font la promotion de son premier album studio du même titre, sorti en 1995.
Anghel participe à nouveau à la qualification nationale pour le Concours Eurovision de la chanson 2006, avec les chansons În lipa ta, en duo avec Gabriel Cotabița (10e place), Sa ramânem o viata împreuna (8e place) et Rugă pentru pacea lumii, interprétés en coopération avec le groupe Sincron, qui est le vainqueur. Rugă pentru pacea lumii est éliminée au tour de qualification pour la finale internationale à Oslo. Elle gagne peu après au Golden Stag Festival et sort son deuxième album Destine avec Rugă pentru pacea lumii comme single.
En 1997, elle participe au South Pacific Festival en Australie, où elle remporte le festival et le prix de la meilleure chanson pop avec la chanson Tell me.
Elle participe à la sélection roumaine pour le Concours Eurovision de la chanson 1998, prenant lors de son tour de qualification la deuxième place avec la chanson O femeie când iubeste perdant seulement face à Mălina Olinescu et sa chanson Eu cred.
En 2000, son troisième album, intitulé XXI, sort. La même année, elle entame une coopération avec Gheorghe Zamfir et le groupe Body & Soul, avec qui elle participe à la sélection roumaine pour le Concours Eurovision de la chanson 2000 avec la chanson Let the Music Come into Your Soul, avec laquelle ils prennent la troisième place de classement final.
Elle remporte la sélection roumaine en 2002 avec le ténor Marcel Pavel avec la chanson Tell me Why. La chanson atteint la neuvième place sur vingt-quatre participants.
En 2010, la chanteuse entame une coopération avec le groupe gitan Mahala Rai Banda, avec qui elle enregistre un album, Lacrimă de jar.
En 2018, elle subit une opération de la colonne vertébrale, la mettant en convalescence pendant un an et demi et lui faisant perdre une trentaine de kilos.

## Discographie
- Dau viața mea pentru o iubire (1995)
- Destine (1996)
- XXI (2001)
- O nouă zi (2009)
- Lacrimă de jar (2010)